# 郭燕杰
郭燕杰（1935年—），辽宁本溪人，中华人民共和国政治人物，曾任中国民主促进会中央委员会常务委员，辽宁省政协副主席。

## 生平
1960年8月毕业于哈尔滨工业大学。后分配至东北工学院任教，曾任科研处处长和外资贷款办常务副主任。1989年至1996年任辽宁省教委副主任。1998年3月当选为辽宁省政协副主席。